# Ogar Siamupangila
Ogar Siamupangila (* 1. September 1988) ist eine sambische Badmintonspielerin. 

## Karriere
Ogar Siamupangila startete 2006 und 2010 bei den Commonwealth Games, schied dort jedoch in der Vorrunde des Badmintonturniers aus. Bei den Afrikameisterschaften gewann sie 2006 und 2007 Bronze ebenso wie bei den Afrikaspielen 2007. 2007 siegte sie auch bei den Kenya International. 2014 gewann sie gemeinsam mit Evelyn Siamupangila das Damendoppel bei den Ethiopia International.